# Есимбеков, Давид Евгеньевич
Давид Евгеньевич Есимбеков (каз. Давид Евгенийұлы Есімбеков; род. 11 сентября 2004, Балпык-Би, Алматинская область) — казахстанский футболист, полузащитник российского клуба «Черноморец» и сборной Казахстана до 21 года, выступающий на правах аренды за клуб «Жетысу».

## Клубная карьера
Футбольную карьеру начинал в 2021 году в составе клуба «Жетысу М» во второй лиге.  6 апреля 2022 года в матче против клуба «Алтай» дебютировал в кубке Казахстана (4:0), выйдя на замену на 46-й минуте вместо Айбара Айдарбекулы. 4 марта 2023 года в матче против клуба «Актобе» дебютировал в казахстанской Премьер-лиге (0:1), выйдя на замену на 46-й минуте вместо Фади Зидана.

## Карьера в сборной
10 июня 2022 года дебютировал за сборную Казахстана до 18 лет в матче против сборной Азербайджана до 18 лет (1:2).

## Достижения
«Женис»
- Финалист Кубка лиги Казахстана: 2024

## Клубная статистика
| Клуб                      | Сезон            | Лига | Лига | Кубки | Кубки | Еврокубки | Еврокубки | Итого | Итого |
| Клуб                      | Сезон            | Игры | Голы | Игры  | Голы  | Игры      | Голы      | Игры  | Голы  |
| ------------------------- | ---------------- | ---- | ---- | ----- | ----- | --------- | --------- | ----- | ----- |
| Жетысу                    | 2022             | 24   | 4    | 8     | 0     | —         | —         | 32    | 4     |
| Жетысу                    | 2023             | 21   | 0    | 1     | 0     | —         | —         | 22    | 0     |
| Жетысу                    | Итого            | 45   | 4    | 9     | 0     | —         | —         | 54    | 4     |
| → Жетысу М                | 2021             | 18   | 2    | —     | —     | —         | —         | 18    | 2     |
| → Жетысу М                | 2023             | 2    | 0    | —     | —     | —         | —         | 2     | 0     |
| → Жетысу М                | Итого            | 20   | 2    | —     | —     | —         | —         | 20    | 2     |
| Черноморец (Новороссийск) | 2023/24          | 1    | 0    | —     | —     | —         | —         | 1     | 0     |
| Черноморец (Новороссийск) | Итого            | 1    | 0    | —     | —     | —         | —         | 1     | 0     |
| → Женис                   | 2024             | 0    | 0    | —     | —     | —         | —         | 0     | 0     |
| → Женис                   | Итого            | 0    | 0    | —     | —     | —         | —         | 0     | 0     |
| → Женис Жас               | 2024             | 1    | 0    | —     | —     | —         | —         | 1     | 0     |
| → Женис Жас               | Итого            | 1    | 0    | —     | —     | —         | —         | 1     | 0     |
| Всего за карьеру          | Всего за карьеру | 67   | 6    | 9     | 0     | —         | —         | 76    | 6     |